# ZPC
Pour les articles homonymes, voir ZPC (homonymie).
ZPC est un jeu vidéo de tir à la première personne développé par Zombie Studios et édité par GT Interactive, sorti en 1996 sur Windows et Mac.

## Accueil
- Game Revolution : 3,5/5[1]
- GameSpot : 3,6/10[2]